# Светлячок (телесериал)
«Светлячок» (англ. Firefly) — американский научно-фантастический телесериал в жанре космического вестерна, премьера которого состоялась в США и Канаде 20 сентября 2002 года. Идея была воплощена в жизнь сценаристом и режиссёром Джоссом Уидоном — создателем телесериалов «Баффи — истребительница вампиров» и «Ангел».
Изначально сериал транслировался телеканалом FOX, но был отменён после показа одиннадцати из четырнадцати созданных серий. В 2003 году «Светлячок» выиграл награду Эмми за «Выдающиеся спецэффекты в сериале». Из-за большой поддержки фанатов сериала Уидон и Universal Pictures создали полнометражный кинофильм «Миссия «Серенити»» (2005), названный по имени корабля в сериале.
Действие разворачивается в далёком будущем, в котором люди переселились в новую звёздную систему, и рассказывает о приключениях группы контрабандистов — экипажа «Серенити» (межпланетного корабля класса «Светлячок»). Уидон говорил, что это сериал о «девяти людях, которые смотрят в темноту космоса и видят девять разных вещей». По сюжету, в будущем две супердержавы (США и Китай) объединились в единое федеральное правительство под названием Альянс. В результате этого симбиоза произошло слияние западной и восточной культур. Несмотря на течение времени, некоторые вещи не меняются: людей больше, технологии лучше, но политические, моральные и этические проблемы остаются прежними.

## Создание сериала
Первый концепт сценария «Светлячка» был создан Джоссом Уидоном после прочтения исторического романа «Ангелы-убийцы» американского писателя Майкла Шаары. События романа происходят во время ключевого эпизода Гражданской войны в США — битвы при Геттисберге.
По примеру «Ангелов-убийц» Уидон хотел показать судьбы людей, воевавших «не на той стороне», их жизнь как эмигрантов и пионеров освоения незаселённых земель в стилистике американского Дикого Запада. Режиссёр собирался сделать «драму, похожую на фильм «Дилижанс», где большое количество людей пытается выяснить смысл своей жизни в первобытной среде». Названием должно быть слово одновременно полное энергии и движения. Слово Firefly (англ. Светлячок) подошло ему более всего.
Первая же снятая экспериментальная серия была забракована телекомпанией FOX. Там посчитали, что сериалу не хватает динамики, а образ капитана очень депрессивный и строгий. Уидон согласился изменить концепцию и вместе с Тимом Майниром за двое суток переписал сценарий, учтя пожелания телекомпании и добавив новых персонажей (людей-в-синих-перчатках), а прежних сделав более «живыми».
При создании сериала широко использовалась компьютерная графика. Практически все сцены в космосе и перестрелки созданы на компьютере. Специально для «Светлячка» Уидон написал песню «The Ballad of Serenity», ставшую вступительной музыкальной темой сериала. Остальные музыкальные темы были написаны американским композитором Грегом Эдмонсоном.

### Кастинг
Все девять главных актёров были отобраны задолго до начала производства сериала. Но после начала съёмок Уидон понял, что Ребекка Гейхарт не подходит на роль Иннары Серры и заменил её на Морену Баккарин. Для Нейтана Филлиона это была первая главная роль. Алан Тьюдик был забракован на своём первом кастинге, но через несколько месяцев случайно познакомился с Уидоном и был снова приглашён на пробы, где опять провалился. Однако несмотря на это, позже он был приглашён в сериал. Джина Торрес, ветеран нескольких фантастических фильмов и сериалов («Матрица: Перезагрузка, «Удивительные странствия Геракла», «Зена — королева воинов»), изначально не была заинтересована в сериале, но согласилась после прочтения сценария. Малоизвестная канадская актриса Джуэл Стейт была приглашена в Лос-Анджелес самим Уидоном, где и получила роль бортмеханика. Саммер Глау уже работала с Джоссом Уидоном в сериале «Ангел» и поэтому была приглашена в новый проект одной из первых.

## Сюжет

### Предыстория
Действие сериала происходит в 2517 году на нескольких планетах и спутниках. Телесериал не раскрывает, находятся ли эти небесные тела в одной звёздной системе, и не объясняет, имеет ли «Серенити» сверхсветовой двигатель (он просто называется «гравитационным движком»). В кинофильме «Миссия „Серенити“» ясно говорится, что все планеты и спутники находятся в одной большой системе, а документы о фильме указывают на то, что в этой вселенной не существует методов перемещения быстрее скорости света. Персонажи иногда упоминают «Землю-которая-была», и в фильме устанавливается, что задолго до событий сериала бо́льшая часть населения Земли эмигрировала в новооткрытую систему в больших колониальных кораблях: «Земля-которая-была не могла больше поддерживать наше количество, нас было так много». Также в эпизоде «Золотое сердце», во время встречи с губернатором луны в театре, на заднем плане идёт постановка театра теней, о том как люди покидали Землю, после чего показано как Земля после старта кораблей землян, объята пламенем. Эмигранты поселились в новой системе с «десятками планет и сотнями лун». Многие из них были терраформированы, но дальние поселения часто не получали помощи в воссоздании цивилизации. В результате этого многие пограничные планеты и спутники имеют сухой, пустынный климат, что довольно хорошо вяжется с жанром вестернов.

### События сериала
Название сериала происходит от класса космического корабля Firefly (англ. Светлячок). По форме корабль действительно напоминает светлячка, и хвостовая секция корабля светится при ускорении.
В сериале Альянс правит звёздной системой через организацию планет «ядра», после того, как они насильно объединили все колонии под одним правительством. Комментарии на DVD предполагают, что существуют две основные планеты «ядра» Альянса: западная (Лондиниум) и азиатская (Синон). Центральные планеты находятся под прочным контролем Альянса, но внешние колонии напоминают почти беззаконный американский Дикий Запад XIX века. Поселенцы этих миров имеют относительную свободу от центрального правительства, но не имеют высокотехнологичных удобств внутренних миров. Кроме того, «пограничные» территории подвергаются атакам Пожирателей (кочевая раса каннибалов).
В эту смесь и бросаются главные герои сериала. Капитан «Серенити» — Малькольм «Мэл» Рейнольдс (Нейтан Филлион). Из пилотной серии становится понятно, что капитан и его первая помощница Зои Уошбёрн (Джина Торрес) — ветераны «Коричневых плащей» (англ. Browncoats) Объединительной Войны — неудавшейся попытки внешних миров противостоять контролю Альянса. Чаще всего экипаж занимается грузоперевозками и контрабандой.
Одна из основных сюжетных арок сериала — история о том, как Ривер Тэм (Саммер Глау) и её брат Саймон (Шон Маэр) прячутся от Альянса. Ривер была вундеркиндом, и Альянс ставил опыты над её мозгом, поэтому она страдает шизофренией и часто слышит голоса. Позже открывается, что она «Читающая» (телепат). Саймон бросил успешную карьеру хирурга и потратил почти все свои сбережения, чтобы вызволить сестру из рук учёных Альянса. Поэтому оба они разыскиваются как преступники.

### Основные элементы сериала
Сериал относится к жанру космического вестерна, являющегося смешением элементов космической оперы и классического вестерна. Будущее человечества показано не так, как в большинстве современных фантастических фильмов. В «Светлячке» нет пришельцев или космических битв (хотя в кинофильме показана битва между двумя флотами). Действие телесериала происходит в многокультурном будущем (в основном являющемся слиянием западной и китайской культур), где существует чёткое деление на богатых и бедных. Из-за Альянса Китая и Америки популярным вторым языком является севернокитайский: он присутствует в рекламах, персонажи сериала часто используют китайские слова и ругательства. Сигналы тревоги и прочие важные сообщения по умолчанию также произносятся на двух языках (например, директива автоинформатора проверить уровень кислорода в 1AGE07).
В телесериале также использован сленг, состоящий из видоизменённых современных слов или даже неологизмов. Японская катакана и старозападный диалект также используются.
В отличие от многих фантастических сериалов и фильмов, в «Светлячке», как и в реальности, звук не передаётся в вакууме.

## Персонажи и исполнители

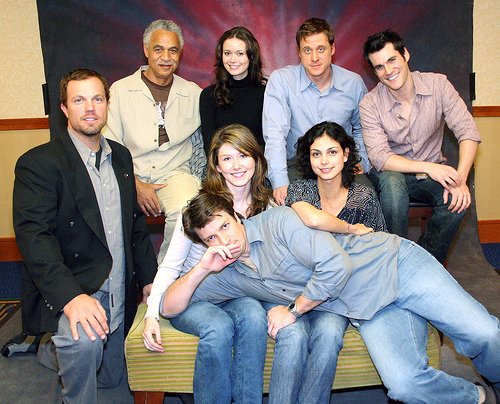
Актёры телесериала слева направо сверху вниз: Адам Болдуин, Рон Гласс, Саммер Глау, Алан Тьюдик, Шон Маэр, Джуэл Стейт, Морена Баккарин и Нейтан Филлион

### Основные
- Малькольм «Мэл» Рейнольдс (Нейтан Филлион) — капитан «Серенити» и бывший сержант армии Независимых в ключевой битве за Долину Серенити (англ. Battle of Serenity Valley). О капитане мало что известно. Корабль стал его домом, а экипаж заменил ему семью. Он берётся практически за любую работу и не упускает случая при возможности чем-нибудь насолить Альянсу.
- Зои Эллейн Уошбурн (Джина Торрес) — первый помощник капитана на борту Серенити. Зои — давний боевой соратник Мэла и жена Уоша. Как и Мэл, она предпочитает молчать о своём прошлом. Известно, что во время войны она служила с Мэлом. Зои во всём слушается своего капитана, за одним исключением: она вышла замуж за Уоша. Зои — единственный член экипажа «Серенити», который называет капитана «сэр» и относится к его указаниям как к приказам вышестоящего офицера.
- Хобан «Уош» Уошбурн (Алан Тьюдик) — пилот корабля и тихий муж Зои. Ему не нравится, что Зои всегда слушается капитана. Уош стал пилотом, чтобы увидеть звёзды, так как с поверхности его мира они не были видны. Единственная причина, по которой Уош не стал лучшим пилотом из своего класса лётной школы — взлом базы данных школы опытным хакером по кличке «Мистер Вселенная».
- Инара Серра (Морена Баккарин) — компаньонка (в XXVI веке — эквивалент куртизанки). Как и куртизанки XVII века, Инара имеет высокий социальный статус. Её отношения с Мэлом весьма сложны. Они испытывают симпатию друг к другу, хотя сами в этом никогда не признаются. Мэлу не нравится, чем Инара зарабатывает на жизнь (довольно часто он называет то, что она делает, проституцией, и это её оскорбляет), но он не может отрицать, что присутствие Инары на борту придаёт экипажу «Серенити» более респектабельный вид.
- Джейн Кобб (Адам Болдуин) — наёмник. Мэл нанял его, предложив больше денег, чем предыдущий наниматель. Джейн оказывается в центре любой перестрелки. В большинстве случаев ведёт себя как простой парень, не отягощённый интеллектом, но иногда кажется, что он всего лишь притворяется простаком. Джейн готов предать друзей за личную выгоду, но позднее сам стыдится своих поступков. Обожает оружие, невероятно трепетно относится к своей коллекции ножей и любимому автомату «Вере».
- Кейуиннит Ли «Кейли» Фрай (Джуэл Стэйт) — механик корабля. Самоучка, способная содержать Серенити в рабочем состоянии благодаря природному дару механика. Кейли влюблена в Саймона Тэма, хотя их отношения развиваются очень медленно. Она весьма открытый и жизнерадостный человек, и её любит вся команда.
- Доктор Саймон Тэм (Шон Маэр) — выдающийся хирург из богатой семьи. Находится в бегах после того, как вызволил свою сестру Ривер из рук правительственных учёных Альянса. Он пытается отвечать взаимностью на чувства Кейли, но сдержанность характера, а также различные обстоятельства ему постоянно мешают.
- Ривер Тэм (Саммер Глау) — в детстве была вундеркиндом и гением. Но после опытов, которые ставили над ней учёные Альянса, она ведёт себя непредсказуемо, иногда даже опасно. В сериале и фильме Ривер находится на пути к выздоровлению, постоянно борясь с «внутренними демонами». Её телепатический дар позволяет ей читать мысли и предчувствовать будущее. Разговаривает загадками, иногда говорит о себе в третьем лице.
- Дерриал «Пастор» Бук (Рон Гласс) — священник (пастырь) с тёмным прошлым. Ещё один загадочный человек. Он довольно хорошо управляется с оружием, осведомлён о криминальных обычаях и имеет другие знания, не свойственные священникам. Однако он искренне верует в Бога и всегда старается поступать соответственно.

### Второстепенные
- Бэджер (Марк Шеппард) — известный посредник-контрабандист на планете Персефона. Как минимум два раза он помогал экипажу Серенити найти работу. Имеет заметный акцент кокни.
- Аделай Нишка (Майкл Фэйрман[англ.]) — глава криминальной группировки, пользующийся репутацией жестокого садиста. Широко распространены слухи о его жестоких расправах и длительных пытках пленных. Имеет заметный польский акцент и шепелявит.
- Атертон Винг (Эдвард Аттертон[англ.]) — дворянин с планеты Персефона, который часто обращался к Инаре, но относится к ней как к вещи.
- Лоуренс Добсон (Карлос Джакотт[англ.]) — первый агент «Альянса», который пытался захватить Саймона и Ривер Тэм.
- Нанди (Мелинда Кларк) — подруга Инары, и её коллега.
- Рэнс Берджесс (Фредрик Лене) — влиятельный человек, терроризирующий публичный дом, в котором находится проститутка Нанди, подруга Инары.
- Бурн (Грегг Генри) — шериф небольшого горнодобывающего городка, пострадавшего от эпидемии.
- Трейси Смит (Джонатан М. Вудворд[англ.]) — бывший военный товарищ Малкольма и Зои.
- Джубл Эрли (Ричард Брукс[англ.]) — опытный охотник за головами.
- Уомак (Ричард Бёрги) — коррумпированный офицер Альянса, лейтенант.
- Харкен (Даг Сэвант) — коммандер космического корабля Альянса.[17]
- «Саффрон» (Кристина Хендрикс) — космическая авантюристка, чьё настоящее имя неизвестно. В сериале она также появляется под именами «Бриджит» и «Иоланда». Узнав об этом, Мэл раз в шутку её назвал «ИоСаффБридж» в серии «Мусор[англ.]». Она часто выходит замуж за тех, кого пытается обокрасть, прежде чем сбежать с украденным. Известно, что она прошла как минимум часть курса в Академии компаньонок, что помогает ей соблазнять мужчин.
- «Рейдер» (Бенито Мартинес) — босс рейдерской станции, один из нанимателей «Саффрон».
- «Два на два, на руках синева» (Деннис Кокрам[18], Джефф Рикеттс[19]) — пара мужчин в костюмах и синих перчатках, чья цель — поимка Ривер. Они убивают всех, кто входил с ней в контакт, включая персонал Альянса. Для этого используется странное устройство, заставляющее всех окружающих (кроме них самих) истекать кровью. Возможно, они работают на корпорацию «Синее Солнце».

## Серии
| № | Название                                    | Режиссёр          | Автор сценария           | Дата премьеры         | Произв. код |
| --- | ------------------------------------------- | ----------------- | ------------------------ | --------------------- | ----------- |
| 1 | «Серенити» «Serenity»                       | Джосс Уидон       | Джосс Уидон              | 20 декабря 2002       | 1AGE79      |
| Малькольм Рейнольдс — ветеран войны и капитан корабля «Серенити». Он и его экипаж занимаются контрабандой, но всё же решаются перевезти нескольких пассажиров ради заработка. Но не все пассажиры оказываются теми, за кого себя выдают.                                                                                       |                                             |                   |                          |                       |             |
| 2 | «Ограбление поезда» «The Train Job»         | Джосс Уидон       | Джосс Уидон и Тим Майнир | 20 сентября 2002      | 1AGE01      |
| Мафиози Нишка подряжает экипаж «Серенити» ограбить поезд. Они успешно крадут груз, но узнают, что это лекарство, жизненно необходимое местному городку. |                                             |                   |                          |                       |             |
| 3 | «Западня» «Bushwhacked»                     | Тим Майнир        | Тим Майнир               | 27 сентября 2002      | 1AGE02      |
| «Серенити» встречает пассажирский корабль, на который напали Пожиратели, а вскоре на место происшествия прибывает и крейсер Альянса. Саймону и Ривер приходится прятаться, чтобы избежать поимки, а с единственным человеком, пережившим атаку Пожирателей, происходит что-то странное.                                        |                                             |                   |                          |                       |             |
| 4 | «Вечеринка» «Shindig»                       | Верн Гиллам       | Джейн Эспенсон           | 1 ноября 2002         | 1AGE03      |
| Инара посещает светскую вечеринку, но обнаруживает там и Мэла, пытающегося заключить сделку по перевозу контрабанды. Мэл бьёт по лицу клиента Инары, но слишком поздно осознаёт, что этим он вызвал выдающегося фехтовальщика на дуэль. Только Малькольм и в жизни не держал шпагу!                                            |                                             |                   |                          |                       |             |
| 5 | «Спасение» «Safe»                           | Майкл Гроссман    | Дрю З. Гринберг          | 8 ноября 2002         | 1AGE04      |
| Мэлу нелегко даётся решение — выбирать, кого из членов экипажа спасать, когда один оказывается сильно ранен, а двое других пропали. Саймона похищают, чтобы он лечил жителей деревни на одной из внешних планет, но дар прорицания Ривер угрожает безопасности Тэмов.                                                          |                                             |                   |                          |                       |             |
| 6 | «Наша миссис Рейнольдс» «Our Mrs. Reynolds» | Вонди Кёртис Холл | Джосс Уидон              | 4 октября 2002        | 1AGE05      |
| Провернув очередное дельце, Мэл обнаруживает, что в награду его женили на одной из местных девиц по имени Саффрон. Капитан не знает что делать. Пастор пытается проследить, чтобы ситуация не выходила за рамки приличий, а экипаж с интересом следит за развитием событий. Однако всё не так весело и безобидно, как кажется. |                                             |                   |                          |                       |             |
| 7 | «Джейнбург» «Jaynestown»                    | Марита Грабяк     | Бен Эдлунд               | 18 октября 2002       | 1AGE06      |
| Возвращаясь на планету, где он когда-то ограбил местного судью, Джейн узнаёт, что стал там легендой. Мэл решает использовать это обстоятельство, чтобы под шумок провернуть дельце. |                                             |                   |                          |                       |             |
| 8 | «Нехватка воздуха» «Out of Gas»             | Дэвид Соломон     | Тим Майнир               | 25 октября 2002       | 1AGE07      |
| На «Серенити» случается авария, оставляющая экипаж с запасами кислорода, которых хватает лишь на несколько часов. Мэл пытается починить двигатель, а заодно вспоминает различные эпизоды из жизни экипажа. |                                             |                   |                          |                       |             |
| 9 | «Ариэль» «Ariel»                            | Аллан Крокер      | Хосе Молина              | 15 ноября 2002        | 1AGE08      |
| Экипаж «Серенити» на мели. Неожиданно Саймон предлагает работу. Он просит команду помочь провести Ривер в одну из больниц Альянса на планете Ариэль в обмен на возможность обокрасть местные медицинские склады. Но преследователи Ривер идут по пятам Тэмов, и им явно помогает кто-то изнутри…                               |                                             |                   |                          |                       |             |
| 10 | «Военные истории» «War Stories»             | Джеймс Контнер    | Шерил Кейн               | 6 декабря 2002        | 1AGE09      |
| Разозлённый прочной связью военных лет Зои и Мэла, Уош требует оперативного задания. К сожалению, именно в этот момент мафиози Нишка решает отомстить Мэлу за неудачу с ранним делом. |                                             |                   |                          |                       |             |
| 11 | «Мусор» «Trash»                             | Верн Гиллам       | Бен Эдлунд и Хосе Молина | 28 июня 2003 (GBR)    | 1AGE12      |
| Мэл случайно встречает Саффрон, которая предлагает экипажу «Серенити» новую работу — кражу редкого древнего оружия у богатого землевладельца. Однако на этот раз завоевать доверие команды ей гораздо труднее. |                                             |                   |                          |                       |             |
| 12 | «Послание» «The Message»                    | Тим Майнир        | Джосс Уидон и Тим Майнир | 15 июля 2003 (GBR)    | 1AGE13      |
| Мэл и Зои пытаются доставить тело бывшего сослуживца на его родную планету. Однако и в этот раз их начинают преследовать… |                                             |                   |                          |                       |             |
| 13 | «Золотое сердце» «Heart of Gold»            | Томас Дж. Райт    | Бретт Мэттьюс            | 19 августа 2003 (GBR) | 1AGE10      |
| Бывшая компаньонка и подруга Инары, которая является «мадам» борделя, нанимает экипаж «Серенити», когда местный богач изъявляет желание забрать «своего» ребёнка у проститутки, забеременевшей от него. |                                             |                   |                          |                       |             |
| 14 | «Объекты в пространстве» «Objects in Space» | Джосс Уидон       | Джосс Уидон              | 13 декабря 2003 (GBR) | 1AGE11      |
| На борт «Серенити» проникает профессиональный охотник за головами Джубл Эрли, который не остановится ни перед чем, чтобы забрать Ривер. Но Ривер придумывает способ сбежать от длинной руки Альянса. |                                             |                   |                          |                       |             |

## Фильм
В 2005 году кинокомпанией Universal Pictures был снят фильм «Миссия „Серенити“», как завершение сериала, режиссёр Джосс Уидон.

## Комиксы
В 2005 году издательство Dark Horse Comics выпустило комикс из трёх выпусков под названием «Serenity: Those Left Behind». Над сюжетом поработали Джосс Уидон и Брэтт Мэтьюс, а графику взял на себя художник Уилл Конрад. Действие комикса происходит после событий сериала, но до начала кинофильма. В нём раскрывается сюжетная линия с «синерукими» агентами, которые преследовали Ривер, и объясняется причина, по которой пастор Бук покинул «Серенити». Кроме того, рассказывается история об агенте Добсоне, который пытался поймать Саймона и Ривер Тэмов в пилотном эпизоде сериала и чудом остался жив. Также в комиксе впервые появляется Оперативник из кинофильма.
В 2008 году выходят 3 номера комикса «Serenity: Better Days»; в 2010 — 56-страничное издание «Serenity: The Shepherd’s Tale», а также выпуски «Serenity: Downtime and The Other Half» и «Serenity: Float Out», где раскрываются сюжетные линии, которым планировалось уделить внимание в последующих сезонах сериала. События указанных комиксов происходят после концовки сериала и до начала фильма.
В январе 2014 года увидел свет первый из шести выпусков комикса «Serenity: Leaves on the Wind», действие которого разворачивается после событий фильма.

## Ролевые игры
В 2005 году компания Margaret Weis Productions выпустила настольную ролевую игру Serenity, в основу которой легла Sovereign Stone с ролевой системой d20 — своеобразная переработка классических Dungeons & Dragons. В комплект игры вошли полные правила, небольшой англо-китайский словарик, описания персонажей и механика создания кораблей. К сожалению, игра вышла «сырой» — не хватало многих элементов, в том числе примеров сражения, создания персонажа и просто типовой партии.
В июле 2013 года на фестивале Comic-Con компанией Spark Plug Games была анонсирована MMORPG Firefly Online.
В 2013 году вышла настольная игра Firefly: The Game.

## Отсылки
В пилотной серии «Звёздный крейсер „Галактика“» (14:39-14:46) в витраже мансарды корабль класса «Светлячок» заходит на посадку.
Конмэн (2015–2017) — пародийный американский веб-сериал, с участием Алана Тьюдика и Нейтана Филлиона, повествующий о жизни бывших актёров культового научно-фантастического сериала, закрытого после первого сезона.
В сериале «Касл», где снимался Нейтан Филлион, присутствует несколько отсылок. Самая явная - в 6 серии второго сезона, где персонаж Филлиона появляется в образе капитана Рейнольдса, на что его дочь замечает, что он уже некогда надевал этот костюм и пора бы уже двигаться дальше.
В сериале «Теория Большого взрыва» (Сезон — 3, эпизод — 22, 07:50) Шелдон вносит в договор совместного проживания пункт о резервировании вечера пятницы под просмотр нового «великолепного сериала „Светлячок“», мотивируя это тем, что сериал многообещающий и лучше этот вопрос решить на много лет вперед. Как известно из данной статьи, сериал закрыли даже не до конца показав первый сезон.